# Winter World University Games 2025/Teilnehmer (Ukraine)
| Gelbes Symbol für Goldmedaillen mit stilisierten Olympischen Ringen | Graues Symbol für Silbermedaillen mit stilisierten Olympischen Ringen | Braundes Symbol für Bronzemedaillen mit stilisierten Olympischen Ringen |
| ------------------------------------------------------------------- | --------------------------------------------------------------------- | ----------------------------------------------------------------------- |
| 4                                                                   | 4                                                                     | 4                                                                       |

Die Ukraine nahm mit 48 Athleten (38 Männer und 10 Frauen) an den Winter World University Games 2025 in Turin teil.

## Medaillen

### Medaillenspiegel
| Rang   | Sportart         | Gold | Silber | Bronze | Gesamt |
| ------ | ---------------- | ---- | ------ | ------ | ------ |
| 1      | Biathlon         | 4    | 2      | 3      | 9      |
| 2      | Freestyle-Skiing | —    | 2      | —      | 2      |
| 3      | Eishockey        | —    | —      | 1      | 1      |
| Gesamt | Gesamt           | 4    | 4      | 4      | 12     |

### Medaillengewinner
| Name/n | Sportart         | Wettkampf            |
| --- | ---------------- | -------------------- |
| Gold |                  |                      |
| Bohdan Borkowskyj | Biathlon         | 12,5 km Verfolgung   |
| Bohdan Borkowskyj | Biathlon         | 15 km Einzel         |
| Serhij Suprun Oleksandra Merkuschyna | Biathlon         | Single-Mixed-Staffel |
| Daryna Tschalyk | Biathlon         | 12,5 km Massenstart  |
| Silber |                  |                      |
| Oleksandra Merkuschyna | Biathlon         | 12,5 km Massenstart  |
| Serhij Suprun | Biathlon         | 12,5 km Verfolgung   |
| Marija Anijtschyn | Freestyle-Skiing | Big Air              |
| Oleh Bojko | Freestyle-Skiing | Big Air              |
| Bronze |                  |                      |
| Sachar Kassatonow Danylo Makarenko Artem Chrebenyk Oleksandr Filimonow Hlib Warawa Nikita Kruhljakow Dmytro Kobylnyk Artem Portnoj Rasim Abdullajew Oleksandr Saruba Tymofij Sawyzkyj Wladyslaw Braha Serhij Pojmanow Ilija Kryklia Serhij Stezjura Artem Zelohorodzew Hlib Kriwoschapkin Jewgeni Abadschjan Mykyta Sydorenko Denys Borodaj Andrij Krywonochkin | Eishockey        | Mannschaft           |
| Daryna Tschalyk | Biathlon         | 10 km Verfolgung     |
| Daryna Tschalyk | Biathlon         | 12,5 km Einzel       |
| Bohdan Borkowskyj | Biathlon         | 10 km Sprint         |

## Teilnehmer nach Sportarten

### Biathlon
| Athleten                             | Wettbewerbe          | Zeit        | Fehler        | Rang   |
| ------------------------------------ | -------------------- | ----------- | ------------- | ------ |
| Frauen                               |                      |             |               |        |
| Daryna Tschalyk                      | 7,5 km Sprint        | 24:15,4 min | 5 (3+2)       | 9      |
| Daryna Tschalyk                      | 10 km Verfolgung     | 38:38,3 min | 5 (0+1+3+1)   | Bronze |
| Daryna Tschalyk                      | 12,5 km Massenstart  | 41:46,6 min | 3 (1+1+1+0)   | Gold   |
| Daryna Tschalyk                      | 12,5 km Einzel       | 39:04,2 min | 4 (1+2+0+1)   | Bronze |
| Oleksandra Merkuschyna               | 7,5 km Sprint        | 23:45,9 min | 3 (1+2)       | 5      |
| Oleksandra Merkuschyna               | 10 km Verfolgung     | 38:59,0 min | 4 (1+1+0+2)   | 4      |
| Oleksandra Merkuschyna               | 12,5 km Massenstart  | 42:25,5 min | 2 (1+0+0+1)   | Silber |
| Oleksandra Merkuschyna               | 12,5 km Einzel       | DNS         | DNS           | DNS    |
| Ksenija Prychodko                    | 7,5 km Sprint        | DNS         | DNS           | DNS    |
| Ksenija Prychodko                    | 12,5 km Einzel       | DNS         | DNS           | DNS    |
| Lilija Steblyna                      | 7,5 km Sprint        | 25:45,0 min | 7 (4+3)       | 23     |
| Lilija Steblyna                      | 10 km Verfolgung     | 42:06,7 min | 7 (1+2+2+2)   | 15     |
| Lilija Steblyna                      | 12,5 km Massenstart  | 45:44,4 min | 8 (1+3+1+3)   | 15     |
| Lilija Steblyna                      | 12,5 km Einzel       | 40:29,2 min | 6 (2+1+2+1)   | 10     |
| Männer                               |                      |             |               |        |
| Bohdan Borkowskyj                    | 10 km Sprint         | 23:39,7 min | 1 (0+1)       | Bronze |
| Bohdan Borkowskyj                    | 12,5 km Verfolgung   | 37:48,9 min | 4 (0+2+1+1)   | Gold   |
| Bohdan Borkowskyj                    | 15 km Einzel         | 38:40,9 min | 3 (0+0+1+2)   | Gold   |
| Roman Borowyk                        | 10 km Sprint         | 24:19,4 min | 1 (1+0)       | 10     |
| Roman Borowyk                        | 12,5 km Verfolgung   | 41:05,4 min | 6 (1+2+3+0)   | 14     |
| Roman Borowyk                        | 15 km Massenstart    | 44:47,7 min | 7 (1+1+3+2)   | 11     |
| Roman Borowyk                        | 15 km Einzel         | 41:52,3 min | 5 (1+2+1+1)   | 16     |
| Wladyslaw Tschychar                  | 10 km Sprint         | 25:50,6 min | 2 (1+1)       | 26     |
| Wladyslaw Tschychar                  | 12,5 km Verfolgung   | DNS         | DNS           | DNS    |
| Wladyslaw Tschychar                  | 15 km Einzel         | 39:58,9 min | 3 (1+1+0+1)   | 5      |
| Stepan Kinasch                       | 10 km Sprint         | DNS         | DNS           | DNS    |
| Stepan Kinasch                       | 15 km Massenstart    | 45:22,2 min | 4 (0+1+0+3)   | 14     |
| Stepan Kinasch                       | 15 km Einzel         | 42:21,1 min | 4 (0+1+1+2)   | 20     |
| Serhij Suprun                        | 10 km Sprint         | 23:59,6 min | 0 (0+0)       | 6      |
| Serhij Suprun                        | 12,5 km Verfolgung   | 38:17,8 min | 4 (0+0+2+2)   | Silber |
| Serhij Suprun                        | 15 km Einzel         | 39:31,1 min | 2 (0+1+0+1)   | 4      |
| Mixed                                |                      |             |               |        |
| Serhij Suprun Oleksandra Merkuschyna | Single-Mixed-Staffel | 39:52,5 min | 0+8 (0+4 0+4) | Gold   |

### Curling
| Wettbewerb   | Männer |
| ------------ | --- |
| Athleten     | Eduard Nikolow Jaroslaw Schtschur Artem Suhak Wladyslaw Kowal Artem Hassynez                                                  |
| Gruppenphase | Schweden 4:7 Großbritannien 6:8 Südkorea 6:5 Italien 1:7 Norwegen 6:8 Schweiz 7:5 Vereinigte Staaten 4:6 Kanada 1:7 China 6:3 |
| Halbfinale   | ausgeschieden |
| Finale       | ausgeschieden |
| Rang         | 8 |

### Eishockey
| Wettbewerb      | Männer |
| --------------- | --- |
| Athleten        | Sachar Kassatonow Danylo Makarenko Artem Chrebenyk Oleksandr Filimonow Hlib Warawa Nikita Kruhljakow Dmytro Kobylnyk Artem Portnoj Rasim Abdullajew Oleksandr Saruba Tymofij Sawyzkyj Wladyslaw Braha Serhij Pojmanow Ilija Kryklia Serhij Stezjura Artem Zelohorodzew Hlib Kriwoschapkin Jewgeni Abadschjan Mykyta Sydorenko Denys Borodaj Andrij Krywonochkin |
| Gruppenphase    | Slowakei 2:4 Polen 8:2 Japan 4:7 Vereinigte Staaten 1:5 |
| Viertelfinale   | Tschechien 3:4 n,V, |
| Halbfinale      | Slowakei 1:3 |
| Spiel um Bronze | Vereinigte Staaten 5:3 |
| Rang            | Bronze |

### Eiskunstlauf
| Athleten                           | Wettbewerbe | Kurzprogramm/ Rhythmustanz | Kurzprogramm/ Rhythmustanz | Kür           | Kür           | Gesamt | Gesamt |
| Athleten                           | Wettbewerbe | Punkte                     | Rang                       | Punkte        | Rang          | Punkte | Rang   |
| ---------------------------------- | ----------- | -------------------------- | -------------------------- | ------------- | ------------- | ------ | ------ |
| Frauen                             |             |                            |                            |               |               |        |        |
| Anastassija Hoschwa                | Einzel      | 43,52                      | 19                         | 90,85         | 16            | 134,37 | 19     |
| Männer                             |             |                            |                            |               |               |        |        |
| Kyrylo Marsak                      | Einzel      | 55,58                      | 25                         | ausgeschieden | ausgeschieden | 55,58  | 25     |
| Männer                             |             |                            |                            |               |               |        |        |
| Marija Pintschuk Mykyta Pogorjelow | Eistanz     | 61,39                      | 4                          | 94,13         | 4             | 155,52 | 4      |

### Freestyle-Skiing
| Athleten           | Wettbewerbe | Qualifikation | Qualifikation | Finale        | Finale        | Rang   |
| Athleten           | Wettbewerbe | Punkte        | Rang          | Punkte        | Rang          | Rang   |
| ------------------ | ----------- | ------------- | ------------- | ------------- | ------------- | ------ |
| Frauen             |             |               |               |               |               |        |
| Marija Anijtschyn  | Big Air     | 75,50         | 2             | 89,25         | 2             | Silber |
| Marija Anijtschyn  | Slopestyle  | 85,25         | 3             | 79,00         | 5             | 5      |
| Anastassija Melnyk | Big Air     | 65,50         | 7             | ausgeschieden | ausgeschieden | 7      |
| Anastassija Melnyk | Slopestyle  | 52,50         | 8             | ausgeschieden | ausgeschieden | 8      |
| Männer             |             |               |               |               |               |        |
| Oleh Bojko         | Big Air     | 80,75         | 5             | 86,00         | 2             | Silber |
| Oleh Bojko         | Slopestyle  | 68,75         | 8             | 60,00         | 8             | 8      |
| Danylo Stepanjuk   | Big Air     | 40,00         | 12            | 82,00         | 4             | 4      |
| Danylo Stepanjuk   | Slopestyle  | 53,25         | 11            | 36,25         | 11            | 11     |

### Ski Alpin
| Athleten                | Wettbewerbe  | 1. Lauf     | 1. Lauf | 2. Lauf     | 2. Lauf | Gesamt      | Gesamt |
| Athleten                | Wettbewerbe  | Zeit        | Rang    | Zeit        | Rang    | Zeit        | Rang   |
| ----------------------- | ------------ | ----------- | ------- | ----------- | ------- | ----------- | ------ |
| Frauen                  |              |             |         |             |         |             |        |
| Anastassija Schepilenko | Kombination  | 1:02,76 min | 11      | 51,62 s     | 5       | 1:54,38 min | 7      |
| Anastassija Schepilenko | Riesenslalom | 1:05,27 min | 12      | 1:04,14 min | 8       | 2:09,41 min | 8      |
| Anastassija Schepilenko | Super-G      | —           | —       | —           | —       | 1:02,73 min | 7      |
| Männer                  |              |             |         |             |         |             |        |
| Oleksandr Pazahan       | Kombination  | 1:06,03 min | 51      | DSQ         | DSQ     | DSQ         | DSQ    |
| Oleksandr Pazahan       | Riesenslalom | 1:10,06 min | 78      | 1:10,99 min | 68      | 2:21,05 min | 68     |
| Oleksandr Pazahan       | Slalom       | DNF         | DNF     | DNF         | DNF     | DNF         | DNF    |
| Oleksandr Pazahan       | Super-G      | —           | —       | —           | —       | 1:06,81 min | 44     |
| Dmytro Schepjuk         | Riesenslalom | 1:06,90 min | 60      | 1:08,23 min | 58      | 2:15,13 min | 55     |
| Dmytro Schepjuk         | Slalom       | DNF         | DNF     | DNF         | DNF     | DNF         | DNF    |
| Dmytro Schepjuk         | Super-G      | —           | —       | —           | —       | 1:00,75 min | 32     |

### Snowboard
| Athleten             | Wettbewerbe           | Qualifikation | Qualifikation | Achtelfinale  | Achtelfinale  | Viertelfinale | Viertelfinale | Halbfinale    | Halbfinale    | Finale/Platz 3             | Finale/Platz 3 | Rang |
| Athleten             | Wettbewerbe           | Zeit          | Rang          | Gegner        | Zeit          | Gegner        | Zeit          | Gegner        | Zeit          | Gegner                     | Zeit           | Rang |
| -------------------- | --------------------- | ------------- | ------------- | ------------- | ------------- | ------------- | ------------- | ------------- | ------------- | -------------------------- | -------------- | ---- |
| Frauen               |                       |               |               |               |               |               |               |               |               |                            |                |      |
| Eleonora Pawljuk     | Parallel-Riesenslalom | 1:16,21 min   | 7             | Kaciczak      | +5,24 s       | ausgeschieden | ausgeschieden | ausgeschieden | ausgeschieden | ausgeschieden              | ausgeschieden  | 10   |
| Eleonora Pawljuk     | Parallel-Slalom       | 1:21,10 min   | 5             | Piwowarczyk   | DSQ           | Kainz         | DSQ           | ausgeschieden | ausgeschieden | ausgeschieden              | ausgeschieden  | 5    |
| Männer               |                       |               |               |               |               |               |               |               |               |                            |                |      |
| Swjatoslaw Bachan    | Parallel-Riesenslalom | 1:18,80 min   | 24            | ausgeschieden | ausgeschieden | ausgeschieden | ausgeschieden | ausgeschieden | ausgeschieden | ausgeschieden              | ausgeschieden  | 24   |
| Swjatoslaw Bachan    | Parallel-Slalom       | 1:21,55 min   | 19            | ausgeschieden | ausgeschieden | ausgeschieden | ausgeschieden | ausgeschieden | ausgeschieden | ausgeschieden              | ausgeschieden  | 19   |
| Nestor Bilous        | Parallel-Riesenslalom | 1:15,42 min   | 19            | ausgeschieden | ausgeschieden | ausgeschieden | ausgeschieden | ausgeschieden | ausgeschieden | ausgeschieden              | ausgeschieden  | 19   |
| Nestor Bilous        | Parallel-Slalom       | 1:17,65 min   | 11            | Kil           | DSQ           | Popadytsch    | −1,48 s       | Dorfmann      | +1,23 s       | Kleines Finale: Kraschniak | DSQ            | 4    |
| Mychajlo Kabaljuk    | Parallel-Riesenslalom | 1:13,27 min   | 16            | Pink          | −6,02 s       | Kraschniak    | DSQ           | ausgeschieden | ausgeschieden | ausgeschieden              | ausgeschieden  | 8    |
| Mychajlo Kabaljuk    | Parallel-Slalom       | 1:16,87 min   | 10            | Dorfmann      | −1,02 s       | ausgeschieden | ausgeschieden | ausgeschieden | ausgeschieden | ausgeschieden              | ausgeschieden  | 13   |
| Oleksandr Popadytsch | Parallel-Riesenslalom | 1:12,51 min   | 14            | Burgstaller   | +2,37 s       | ausgeschieden | ausgeschieden | ausgeschieden | ausgeschieden | ausgeschieden              | ausgeschieden  | 15   |
| Oleksandr Popadytsch | Parallel-Slalom       | 1:18,39 min   | 14            | Samfirow      | −4,53 s       | Bilous        | +1,48 s       | ausgeschieden | ausgeschieden | ausgeschieden              | ausgeschieden  | 7    |

| Athleten        | Wettbewerbe    | Platzierungsrunde | Platzierungsrunde | Vorläufe | Vorläufe | Halbfinale    | Finale        | Rang |
| Athleten        | Wettbewerbe    | Zeit              | Rang              | Punkte   | Rang     | Rang          | Rang          | Rang |
| --------------- | -------------- | ----------------- | ----------------- | -------- | -------- | ------------- | ------------- | ---- |
| Männer          |                |                   |                   |          |          |               |               |      |
| Iwan Malowannji | Snowboardcross | 32,54 s           | 15                | 14       | 7        | ausgeschieden | ausgeschieden | 13   |
| Hlib Mostowenko | Snowboardcross | 53,32 s           | 26                | 8        | 13       | ausgeschieden | ausgeschieden | 26   |